# Eupantoteria
Eupantoteria, eupantotery (†Eupantotheria) – parafiletyczny rząd wymarłych ssaków żyworodnych; Zofia Kielan-Jaworowska, Richard L. Cifelli i Zhe-Xi Luo (2004) używają tego terminu jedynie nieformalnie, na określenie gradu ssaków z kladu Cladotheria (obejmującego trybosfenidy, w tym łożyskowce i torbacze, oraz wszystkie taksony bliżej spokrewnione z nimi niż z "symetrodontami" z rodziny Spalacotheriidae) nienależących do trybosfenidów. Żyły w erze mezozoicznej i kenozoicznej – od środkowej jury do wczesnej kredy w Europie, od późnej jury być może aż do późnej kredy w Ameryce Północnej, od późnej jury do wczesnej kredy w Afryce, we wczesnej kredzie (apt lub alb) na terenach dzisiejszej Mongolii i od wczesnej kredy co najmniej do paleocenu w Ameryce Południowej; przedstawicielem Cladotheria nienależącym do trybosfenidów może być południowoamerykański Necrolestes, który żył jeszcze we wczesnym miocenie. Największe osiągały wielkość współczesnego kreta. Ich górne zęby były szersze niż dolne, a na dolnych trzonowcach występował talonid – dodatkowa powierzchnia korony. Prawdopodobnie od tego rzędu wywodzą się wspólni przodkowie ssaków łożyskowych i torbaczy.